# Fokker C.X
Le Fokker C.X est un bombardier léger de reconnaissance biplan hollandais. Conçu en 1933, il était destiné à remplacer le Fokker C.V au sein de l'aviation militaire de l'armée royale des Indes néerlandaises.

## Conception
Comme la plupart des avions Fokker construits à cette période, il utilise une construction mixte, avec des ailes en bois et une armature soudée couverte de plaques en aluminium à l'avant et avec de la toile à l'arrière. Le C.X était un avion biplace, le pilote étant dans un cockpit fermé et l'observateur dans un cockpit ouvert pour lui permettre d'actionner la mitrailleuse de défense. Le prototype fut conçu en 1934 avec un moteur Rolls-Royce Kestrel V. L'armée des Indes commanda initialement 13 C.X, mais ils furent rapidement mis en retrait au profit de bombardiers légers Martin B-10 américains. Jusqu'à l'attaque japonaise sur les Indes hollandaises en 1941, le C.X servit comme avion d'entraînement et de remorquage de cibles.
L'armée de l'air hollandaise commanda 16 C.X, et quatre C.X supplémentaires avec des moteurs Rolls Royce Kestrel II. Mais ces quatre appareils furent rééquipés des moteurs Kestrel V, car le Kestrel II s'avéra peu fiable. Deux C.X furent livrés à la République espagnole et quatre supplémentaires en Finlande. La Finlande produisit sous licence 35 C.X jusqu'en 1942, ils étaient équipés de moteurs Bristol Pegasus XII.

## Service opérationnel
Pendant l'invasion allemande des Pays-Bas en mai 1940, le C.X servit honorablement dans son  rôle de bombardier léger et d'éclaireur. Bien qu'il soit beaucoup trop lent pour concurrencer des avions allemands tels que le Messerschmitt Bf 109, l'utilisation de la tactique hu-bo-be (huisje-boompje-beestje), qui peut se traduire par Maison-Arbre-Animal, lui permit en volant très près du sol de s'approprier quelques succès. Les 16 C.X stationnés sur l'aérodrome de Mons, qui avaient échappé aux bombardements en se camouflant, participèrent entre le 10 et le 14 mai 1940 à diverses missions sans pertes importantes. Ils bombardèrent les Allemands qui occupaient l'aéroport de Waalhaven et ont harcelé les positions ennemies dans les forêts de Wageningue et Grebbe line (en). Deux C.X avec leur équipage sont même parvenus à atteindre la France après la reddition hollandaise.
Le C.X finlandais servit avec efficacité durant la guerre d'hiver, la guerre de Continuation et la guerre de Laponie. Le dernier des 7 C.X finlandais qui ont survécu aux conflits, s'est écrasé en 1958. L'avion, immatriculé Fr-111, servait de remorqueur de cible pour l'armée de l'air, il s'est écrasé dans la forêt le 21 janvier 1958 tuant son pilote (2d Ltn Aimo Allinen) et son opérateur (2d Ltn Antti Kukkonen).

## Variantes
- C.X Série I : Avion de production hollandaise.
- C.X Série II : 4 Avions achetés par la Finlande.
- C.X Série III : Avions de construction finlandaise (Sous licence).
- C.X Série IV : Avions de construction finlandaise (Sous licence).

## Pays Utilisateurs
- Finlande
  - Armée de l'air finlandaise (39 appareils).
- Pays-Bas
  - Armée de l'air royale néerlandaise (20 appareils).
  - Aviation militaire de l'armée royale des Indes néerlandaises (13 appareils).
- République espagnole
- Forces aériennes de la République espagnole (2 appareils).